# Aloe cyrtophylla
Aloe cyrtophylla är en grästrädsväxtart som beskrevs av John Jacob Lavranos. Aloe cyrtophylla ingår i släktet Aloe och familjen grästrädsväxter. Inga underarter finns listade i Catalogue of Life.